# Michael Treschow (till Fritzøe)
Michael Treschow. född 1814, död 1901, var en dansk-norsk godsägare och industrialist. Han ägde Fritzøehus i Norge, Sannarp och Karsholms slott i Sverige samt Lyngebaeksgaard i Danmark. Han föddes i Köpenhamn i Danmark men kom att sätta sina största avtryck i Norge där han var en av landets mest betydande industrialister under mitten av 1800-talet.

## Biografi
Michael Treschow var son till godsägaren, advokaten och geheimekonferensrådet Frederik Wilhelm Treschow (1786–1869) till Brahesborg i Danmark och Fritzøe i Norge och hustrun Jensine Palaemona Aagaard (1786–1826). Michaels farfar konferensrådet Michael Treschow (1741-1816) hade 1812 blivit adlad av den danske kungen Frederik VI. Familjen var förmögen och den nyvunna statusen som adelsmän skulle befästas genom köp av jordegendomar.
Fadern Fredrik Wilhelm köpte 1826 godset Brahesborg i Danmark och 1835 grevskapet Laurvig med Fritzøe verk i Larvik i Norge. Verksamheten på Fritzøe bestod av landets äldsta järnverk, sågbruk samt väldiga skogsegendomar. Det blev sonen Michaels uppgift att omstrukturera och få den eftersatta driften på fötter igen.
I början bodde Michael och hans familj i inspektorsbostaden men så småningom uppstod behov av en mer ståndsaktig bostad. Mellan 1861 och 1863 uppfördes Fritzøehus slott i italiensk nyrenässans. Ytterligare tillbyggnader utfördes under kommande årtionden. Slottet är idag Norges största privatbostad.
Efter en olycka som i princip gjorde ena armen obrukbar lämnade Michael redan 1870 över driften av Fritzøe till äldste sonen Frederik "Fritz" Wilhelm. Michael flyttade tillbaka till Danmark där han delade sin tid mellan bostaden i det treschowska palatset på Nykongensgade i Köpenhamn och lantegendomen Lyngebaeksgaard på Själland. År 1870 förvärvade han även slottet Karsholm i Skåne och 1872 Sannarps gods i Halland.

## Familj
Michael var gift med Frederikke Köes Bröndsted (1818-1897) och fick sex barn som nådde vuxen ålder:
- Frederik "Fritz" Wilhelm Treschow till Fritzøehus
- Peter Oluf Bröndsted Treschow till Tidö med Askö
- Marie Treschow till Karsholm
- Michael Aagard Treschow till Sannarp
- Palaemona Treschow till Lyngebaekgaard
- Frederikke Treschow (gift med skagenmålaren Laurits Tuxen)